# Taekwondo vid olympiska sommarspelen 2000
Resultat från tävlingarna i taekwondo vid olympiska sommarspelen 2000.

## Medaljer

### Damer
| Gren               | Guld                          | Silver                   | Brons                       |
| 49 kg Detaljer...  | Lauren Burns Kinesiska Taipei | Urbia Melendez Kuba      | Chi Shu-ju Kinesiska Taipei |
| 57 kg Detaljer...  | Jung Jae-eun Sydkorea         | Tran Hieu Ngan Vietnam   | Hamide Bıkçın Tosun Turkiet |
| 67 kg Detaljer...  | Lee Sun-hee Sydkorea          | Trude Gundersen Norge    | Yoriko Okamoto Japan        |
| +67 kg Detaljer... | Chen Zhong Kina               | Natalia Ivanova Ryssland | Dominique Bosshart Kanada   |

### Herrar
| Gren               | Guld                        | Silver                      | Brons                              |
| 58 kg Detaljer...  | Michail Mouroutsos Grekland | Gabriel Esparza Spanien     | Huang Chih-hsiung Kinesiska Taipei |
| 68 kg Detaljer...  | Steven Lopez USA            | Sin Joon-sik Sydkorea       | Hadi Saei Iran                     |
| 80 kg Detaljer...  | Ángel Matos Kuba            | Faissal Ebnoutalib Tyskland | Víctor Estrada Mexiko              |
| +80 kg Detaljer... | Kim Kyong-hun Sydkorea      | Daniel Trenton Australien   | Pascal Gentil Frankrike            |

## Medaljfördelning
| Pl.   | Nation           | Guld | Silver | Brons | Totalt |
| ----- | ---------------- | ---- | ------ | ----- | ------ |
| 1     | Sydkorea         | 3    | 1      | 0     | 4      |
| 2     | Australien       | 1    | 1      | 0     | 2      |
| 2     | Kuba             | 1    | 1      | 0     | 2      |
| 4     | Grekland         | 1    | 0      | 0     | 1      |
| 4     | Kina             | 1    | 0      | 0     | 1      |
| 4     | USA              | 1    | 0      | 0     | 1      |
| 7     | Norge            | 0    | 1      | 0     | 1      |
| 7     | Ryssland         | 0    | 1      | 0     | 1      |
| 7     | Spanien          | 0    | 1      | 0     | 1      |
| 7     | Tyskland         | 0    | 1      | 0     | 1      |
| 7     | Vietnam          | 0    | 1      | 0     | 1      |
| 12    | Kinesiska Taipei | 0    | 0      | 2     | 2      |
| 13    | Frankrike        | 0    | 0      | 1     | 1      |
| 13    | Iran             | 0    | 0      | 1     | 1      |
| 13    | Japan            | 0    | 0      | 1     | 1      |
| 13    | Kanada           | 0    | 0      | 1     | 1      |
| 13    | Mexiko           | 0    | 0      | 1     | 1      |
| 13    | Turkiet          | 0    | 0      | 1     | 1      |
| Total | Total            | 8    | 8      | 8     | 24     |